# Marleasing SA проти La Comercial Internacional de Alimentacion SA
Marleasing SA проти La Comercial Internacional de Alimentacion SA (C-106/89) було рішенням Суд Справедливости щодо непрямої дії права Європейських Спільнот, тепер – права Європейської Унії. Справа встановила, що суди держав-членів Європейської Унії зобов'язані тлумачити національне законодавство у світлі нереалізованих директив Європейської Унії.

## Зміст
Marleasing SA (позивач) подав позов до національних судів Іспанії з проханням визнати договір про заснування La Comercial недійсним і що заснування La Comercial має бути анульованим на тій підставі, що заснування «не було підстав, було фіктивною операцією та було здійснено з метою обману кредиторів Barviesa (співзасновника La Comercial)». Законодавство Іспанії того часу, статті 1261 і 1275 Цивільного кодексу Іспанії, зазначало, що «контракти без причини або угоди, підстави яких є незаконними, не мають юридичної сили». La Comercial стверджувала, що позов слід відхилити в повному обсязі на тій підставі, що стаття 11 Першої директиви Ради 68/151/ЄЕС від 9 березня 1968 року про координацію гарантій, яка для захисту інтересів членів та інших осіб, яка ще не була імплементована Іспанією, передбачала вичерпний перелік випадків, за яких може бути винесено наказ про визнання компанії недійсною, і що «відсутність підстав» не була підстава, зазначена в ньому. Потім іспанський суд передав таке питання до Суду Справедливости:
«Чи стаття 11 Директиви Ради № 68/151/ЄЕС від 9 березня 1968 року, яка не була імплементована в національне законодавство, має пряме застосування, щоб виключити оголошення недійсним публічного товариства з обмеженою відповідальністю на підставі, відмінній від тих, що викладені у згаданій статті?»

## Судове рішення
Суд Справедливости постановив, що іспанські суди зобов’язані тлумачити національне законодавство таким чином, щоб надавати чинности європейському праву.
|  | ...слід зауважити, що, як зазначив Суд у своєму рішенні у справі 14/83 Von Colson and Kamann v Land Nordrhein-Westfalen [1984] ECR 1891, пункт 26, зобов’язання держав-членів, що випливає з директиви, досягти результату, передбаченого директивою, та їх обов’язок згідно зі статтею 5 Договору (стаття 4(3) ДЄУ зараз) вжити всіх відповідних заходів, як загальних, так і окремих, для забезпечення виконання цього зобов’язання, є обов’язковим для всіх органів держав-членів, включаючи суди у справах, що входять до їх юрисдикції. Звідси випливає, що, застосовуючи національне законодавство, незалежно від того, чи були відповідні положення прийняті до чи після директиви, національний суд, покликаний її тлумачити, повинен зробити це, наскільки це можливо, у світлі формулювання та мети директиви, щоб досягти результату, який переслідує остання, і таким чином відповідати третьому параграфу статті 189 Договору." |